# Grand Felletin
Le Grand Felletin est un sommet des monts du Vivarais culminant à 1 387 m d'altitude, jouxtant les départements français de l'Ardèche et de la Haute-Loire.

## Géographie

### Situation
Entouré d'une forêt de résineux, le Grand Felletin est situé au sein du Massif central. C'est le point culminant des communes de Saint-Julien-Molhesabate et de Monestier. Il est accessible via le col de la Charousse où un chemin de randonnée permet de rejoindre le sommet. 
Une table d'orientation permet d'offrir un panorama sur le Pilat, le mont Blanc, le massif de la Vanoise et le massif des Écrins.

### Topographie
Avec son altitude de 1 387 m, le Grand Felletin est le point culminant de l'Ardèche Verte. Au nord-ouest, le Petit Felletin culmine à 1 356 m.

## Folklore
Selon une légende, trois soleils distincts s'élevaient à l'est lors de la première lueur du soleil des solstices d'hiver et d'été afin de régner sur les Alpes et se confondre au zénith.

## Activités
Le site est propice à la pratique de la randonnée nordique (skis de fond, raquettes à neige).